# Henry Layana
Henry Vicente Oswaldo Layana Franco (Marcelino Maridueña, 1949 o 1950) es un actor, director de teatro y activista cultural ecuatoriano.

## Biografía
Henry Layana nació en el cantón Marcelino Maridueña, de la provincia del Guayas en Ecuador. Hoy reside en Babahoyo, capital de la provincia de Los Ríos.

### Teatro
Layana estudió psicología en la Universidad de Guayaquil, en aquel entonces ayudó a un docente con el arreglo de unas luces, el mismo que le propuso leer la obra que tenía previsto montar el docente, ya que le faltaba dos actores, luego que Layana participó de dicha obra, fue integrado al grupo teatral, donde en ocasiones hacía de utilero y pintor. Al lugar del ensayo del grupo llegó el actor argentino Ernesto El Flaco Suárez, con el que aprendió diversas técnicas.
Layana fue miembro fundador del grupo teatral de Guayaquil, El Juglar, en 1977, fundado por Ernesto Suárez, donde junto al grupo en 1980 montaron la obra teatral más importante de aquel entonces, Guayaquil Superstar. También participó en obras teatrales como Banda de pueblo, De la ventana a la calle, Como e' la cosa, La abuela, El centroforward murió al amanecer.
El grupo contó con varios actores que recibieron talleres de actuación por Suárez en la Biblioteca Municipal, con miembros como Azucena Mora, Alfredo Martínez, Oswaldo Segura, Miriam Murillo, Mauro Guerrero, Roosevelt Valencia, Geovanny Dávila, Marcelo Gálvez, Taty Interllige, Enrique Ponce, Augusto Enríquez, Luis Aguirre, Isidro Murillo, entre otros.
Al poco tiempo fue nombrado director de teatro desde 1982 para la Casa de la Cultura Benjamín Carrión, Núcleo de Los Ríos, de Babahoyo, provincia de Los Ríos, donde fomentó el arte entre sus habitantes y fortaleció la cultura montubia. También fue director del grupo Cómicos de la provincia de Los Ríos, integrado por Jorge León, Ney Ponguillo, Marcela, Manuel Escobar.
En 2010 recibió el premio Enrique Ponce Morán por su labor artística en el ámbito del teatro.
En 2011 intervino en el evento cultural de tradición oral Un cerro de cuentos, donde narró cuentos de la provincia de Los Ríos.
En 2013 fue candidato a la presidencia de la Casa de la Cultura Benjamín Carrión, Núcleo de Los Ríos, después de haber trabajado más de 30 años como director y actor de teatro en la institución formando a varios artistas en la provincia y más de 35 años a nivel nacional.

### Televisión
Incursionó en la televisión en programas como Mis Adorables Entenados, Ángel o Demonio y De la vida real, ambos transmitidos por Ecuavisa. También actuó en Archivos del destino.
Entre 2003 y 2004 formó parte del seriado dramatizado de TC Televisión llamada Archivos del destino y la serie de la novela del mismo canal llamada La hechicera.
Entre 2004 y 2005 formó parte del seriado dramatizado de Teleamazonas llamado Historias personales.
En 2008 fue parte del seriado dramatizado de Canal Uno, Te amo hasta la muerte, donde interpretó a un hombre maduro que deja a su familia por una mujer más joven, en su capítulo estreno Un regalo de San Valentín.
En 2012 fue parte de la primera web novela ecuatoriana llamada Resak.tv, que se trasmitió en TC Televisión desde 2014.
En 2018 participa en las telenovelas de Ecuavisa 3 familias como antagonista, y Sharon la Hechicera como el abuelo de la fallecida cantante Edith Bermeo, con la cual compartió escenas en la telenovela La hechicera protagonizada por ella.
En 2020 regresa a la telenovela 3 familias en su temporada final, interpretando al padre de los hermanos Generoso (Martín Calle) y Gerónimo (Ricardo Velasteguí) Tomalá. El mismo año, realiza una participación especial en la telenovela Antuca me enamora de TC Televisión.

### Cine
Fue parte de la película Crónicas de 2004, dirigida por Sebastián Cordero, donde compartió escena con John Leguizamo e interpretó el papel de don Lucho, un padre descontrolado por la muerte de sus hijos.
Interpretó a Enrique Ponce en la película Prometeo Deportado de 2010, dirigida por Fernando Mieles. También tuvo participación en las películas Pescador y El tren al cielo, y fue parte del cortometraje El río, por el cual obtuvo un premio internacional como mejor actor.
En 2014 protagonizó el cortometraje La Banda, interpretando a Aurelio.

## Artes escénicas
- Guayaquil Superstar
- Banda de pueblo
- De la ventana a la calle
- Como e' la cosa
- La abuela
- El centroforward murió al amanecer
- Un cerro de cuentos

## Filmografía

### Series y Telenovelas
- (2020) Antuca me enamora - Nicolás "Nico
- (2020) 3 familias (T6) - Don Gregorio Gumercindo Tomalá "Don Goyo"
- (2018) Sharon la Hechicera - Fidel Cisneros
- (2018) 3 familias (T4) - Clodomiro Quimí
- (2012) Resak.tv
- (2010) Mostro de Amor - Mala Fe
- (2008) Te amo hasta la muerte
- (2004-2005) Historias personales
- (2003) La Hechicera
- (2003-2004) Archivos del destino
- (1999-2002) De la vida real - Varios personajes
- (1993-1994) Ángel o Demonio
- (1989-1991) Mis Adorables Entenados

### Cine
- (2014) La Banda - Aurelio
- (2012) El tren al cielo
- (2011) Pescador
- (2010) Prometeo Deportado - Enrique Ponce
- (2004) Crónicas - Don Luis "Lucho"
- (2003) El río